# Heinrich-Schliemann-Museum

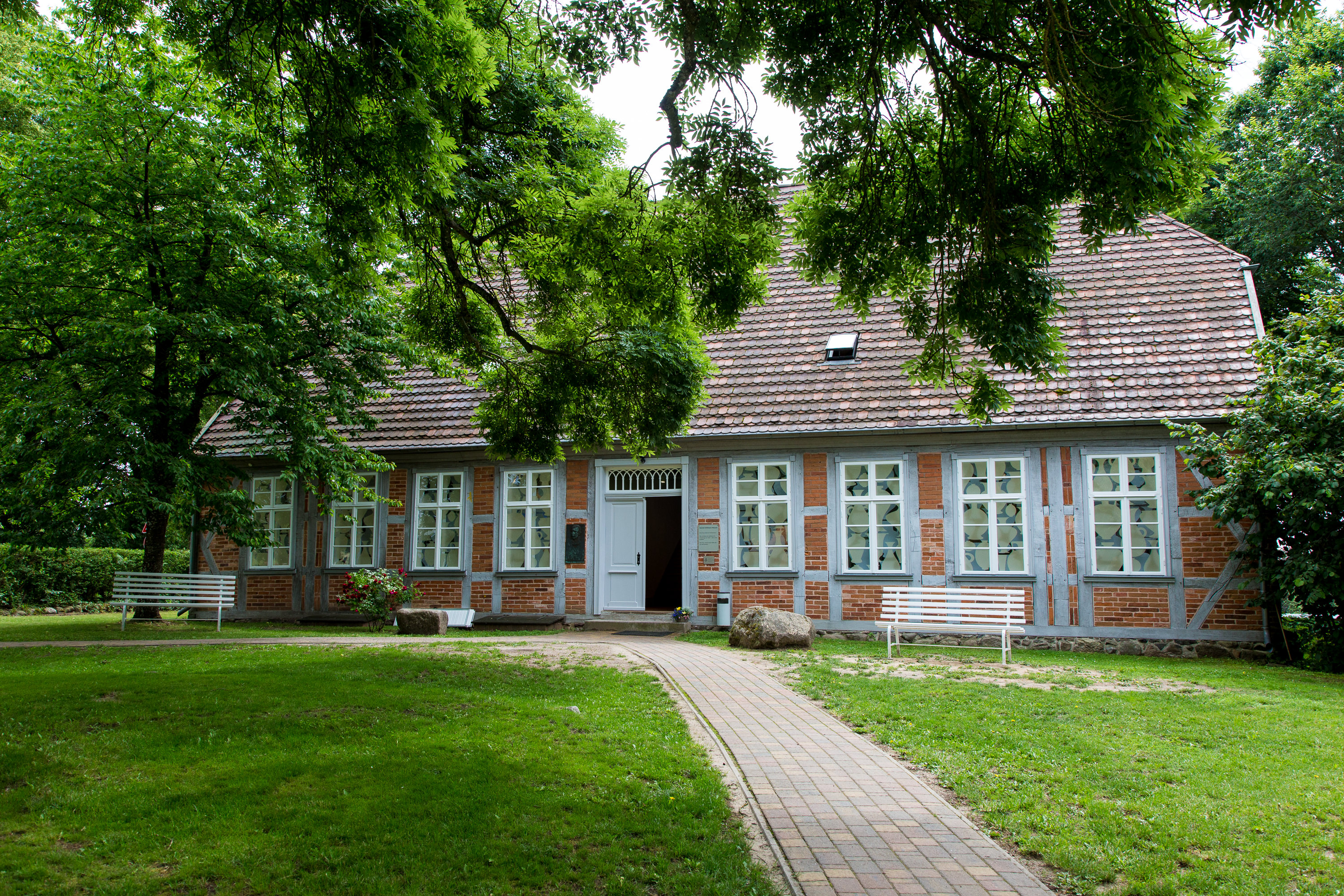
Heinrich-Schliemann-Museum in Ankershagen

Das Schliemann-Museum in Ankershagen widmet sich dem Leben und Werk des Kaufmanns und Archäologen Heinrich Schliemann.

## Geschichte

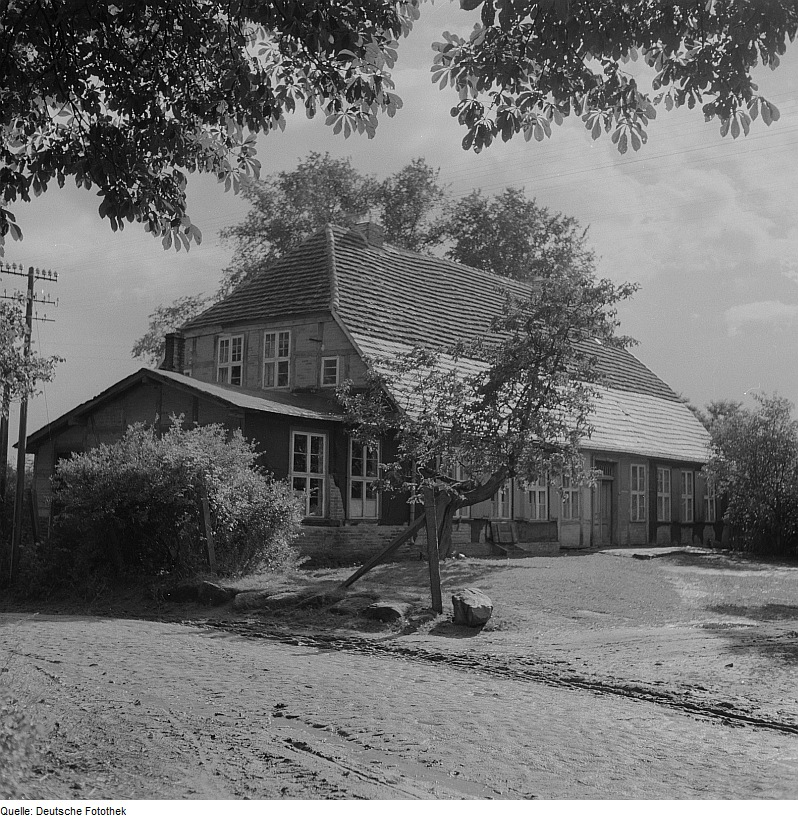
Ehemaliges Pfarrhaus Ankershagen (Mitte des 20. Jahrhunderts)

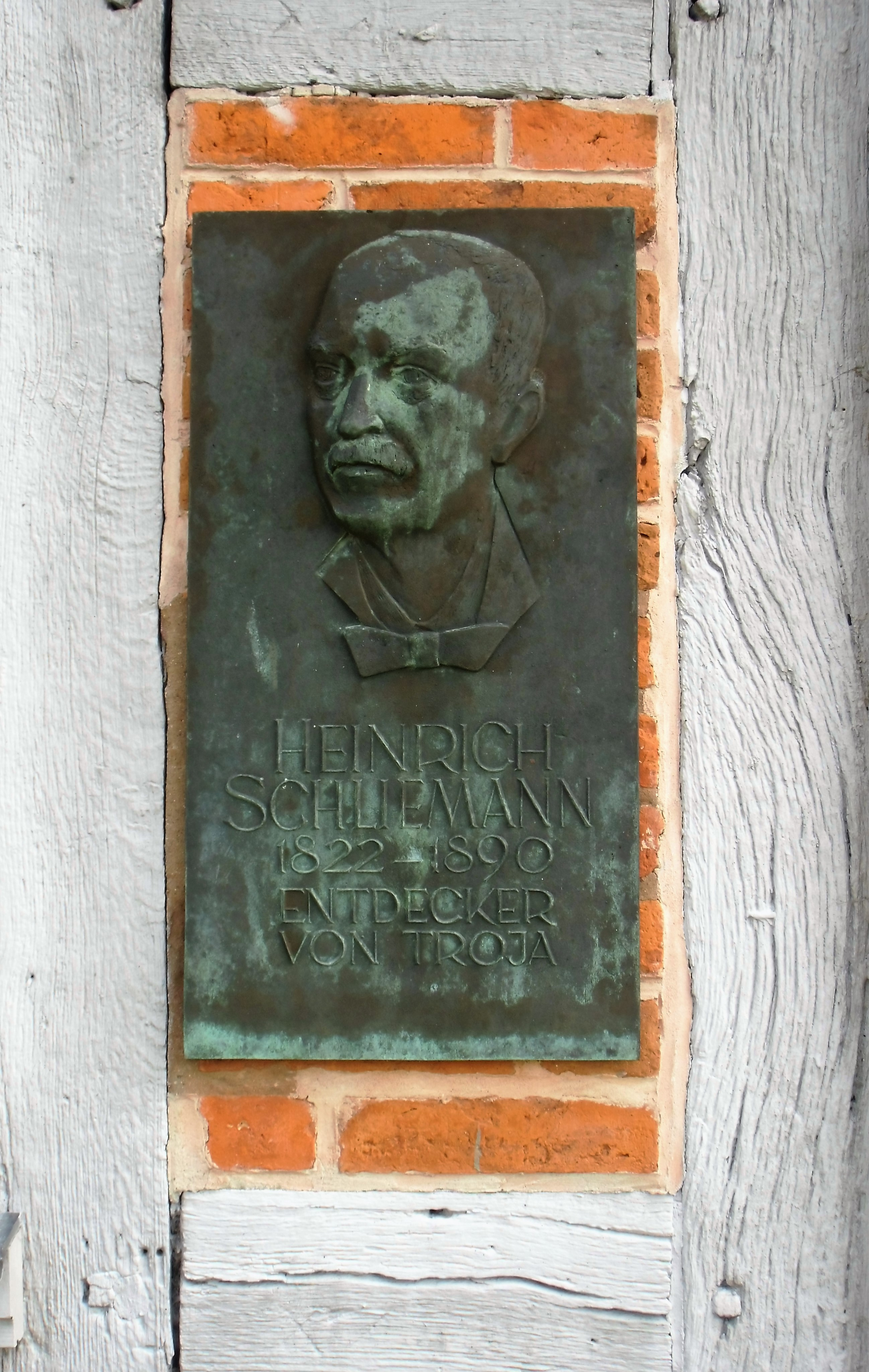
Relief mit dem Bildnis Schliemanns im Eingangsbereich

Das Museumsgebäude ist das ehemalige Pfarrhaus des Ortes. Heinrich Schliemann (1822–1890) verlebte seine Kindheitsjahre von 1823 bis 1831 in diesem Haus, nachdem sein Vater die Pfarrstelle in Ankershagen angetreten hatte.
Am Elternhaus Schliemanns wurde 1959 eine Gedenktafel angebracht. Eine Bürgerinitiative zur Einrichtung einer Schliemann-Gedenkstätte bildete sich 1977. Die Kirchengemeinde stellte im Pfarrhaus Räume zur Verfügung und so konnte 1980 eine Gedenkstätte eröffnet werden. Sechs Jahre später wurde aus der Gedenkstätte ein Museum.
1987 wurde der Grundstein für ein Autographenarchiv gelegt, als Martin Karsten (ein Enkel von Schliemanns Schwester Louise) dem Museum 71 Originalbriefe schenkte, die aus der Feder Heinrich Schliemanns, seines Vaters Ernst Schliemann, seiner Ehefrauen Ekaterina und Sophia sowie seiner Kinder Sergej und Andromache stammen. Durch weitere Schenkungen und Ankäufe wurde der Bestand erweitert.
In Zusammenarbeit mit der Gennadius Library in Athen bei der elektronischen Archivierung des schriftlichen Nachlasses Schliemanns wurden mehr als 37.000 Kopien von Dokumenten aus dem Nachlass Schliemanns an das Museum übergeben.
Im Jahr 1998 wurden Sanierungsarbeiten am Gebäude abgeschlossen und eine neue Dauerausstellung zum Leben Schliemann eröffnet.
Als Würdigung der Forschungsarbeiten zu Heinrich Schliemann und der öffentlichen Ausstrahlung wurde das Heinrich-Schliemann-Museum 2001 in das „Blaubuch“ der kulturellen Leuchttürme der neuen Bundesländer als „Kultureller Gedächtnisort“ von nationaler Bedeutung und internationaler Ausstrahlung aufgenommen.
Ab 2017 erfolgten erneut Modernisierungen am Museumsgebäude und an einem Nebengebäude, in dem ein Bistro untergebracht ist. Am 8. Juni 2019 wurde das Museum mit einer neu konzipierten Dauerausstellung wiedereröffnet. Auf vergrößerter Ausstellungsfläche werden weitere Aspekte von Schliemanns Leben und der Archäologie seiner Zeit beleuchtet. Zudem wurde die Ausstellung um englischsprachige Tafeln ergänzt. Zu den Ausstellungsstücken zählen u. a. archäologische Fundstücke aus Troja (z. T. Dauerleihgaben des Berliner Museums für Vor- und Frühgeschichte) sowie nachgebildete Teile des Schatzes des Priamos. Daneben bestehen Räumlichkeiten für Vorträge und Sonderausstellungen.
Initiator, Mitbegründer und erster Direktor des Heinrich-Schliemann-Museums Ankershagen war Wilfried Bölke. Nach dessen Ausscheiden aus Altersgründen leitete der Althistoriker und Mykenologe Reinhard Witte von 2003 bis 2017 das Museum. Durch zahlreiche Veröffentlichungen und zahllose Vorträge über den Troiaausgräber zählt er zu den renommiertesten Vertretern in der internationalen Schliemannforschung. Seit 2017 wird das Haus von der Diplom-Museologin und langjährigen Mitarbeiterin des Hauses Undine Haase geführt.

## Trojanisches Pferd

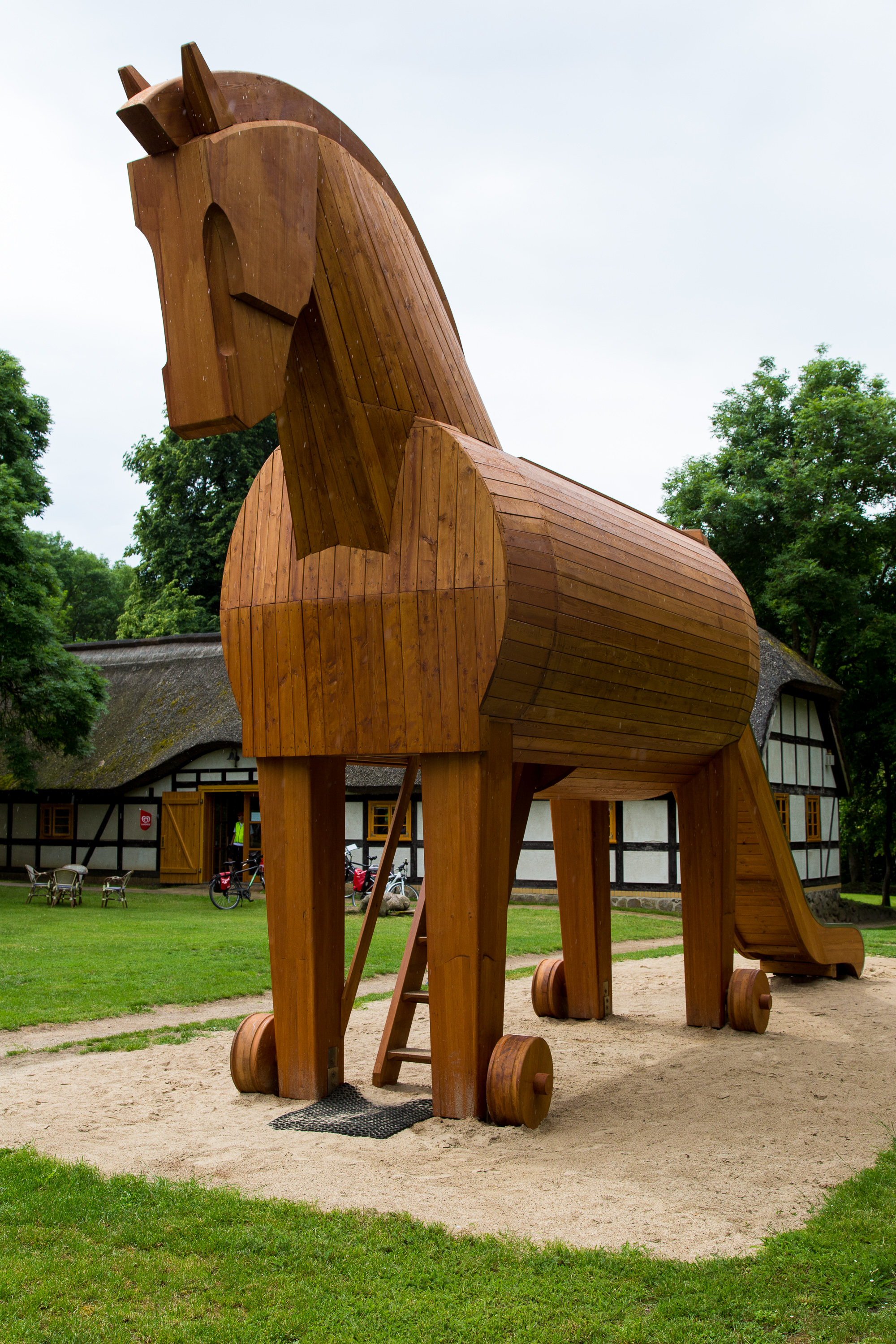
„Trojanisches Pferd“ mit Rutsche (Neubau 2019)

Auf dem Museumsgelände befindet sich in Anlehnung an das Trojanische Pferd seit 1996 eine hölzerne Pferdeskulptur mit Rutsche. Im Rahmen der Neueröffnung des Museums 2019 wurde auch der notwendig gewordene Neubau des sechs Meter hohen Spielgeräts eingeweiht. Auf dem Gelände befindet sich weiterhin ein kleiner „Archäologie-Spielplatz“ für Kinder.

## Heinrich-Schliemann-Gesellschaft
Fördervereinigung des Museums ist die 1991 gegründete Heinrich-Schliemann-Gesellschaft. Diese hat sich die Aufgabe gestellt, für das Museum eine Präsenzbibliothek für Forschungszwecke einzurichten. So entsteht eine wissenschaftliche Fachbibliothek, die Schriftgut von und über Heinrich Schliemann sowie aus dem Fachgebiet Archäologie, mit Bezug zu Heinrich Schliemann und zur griechischen Antike sammelt.